# Laparoschisis
 Mise en garde médicale
Le laparoschisis, aussi appelé « gastroschisis », est une malformation consistant en une fente de la paroi abdominale. Les intestins passent à travers cette fente. Il n’existe aucune membrane entourant les intestins.

## Description
Malformation consistant en une fermeture incomplète de la paroi abdominale, au cours de la 10e semaine de gestation ou 12e semaine d'aménorrhée, se situant très souvent sur le côté droit de l’ombilic. Elle peut être cependant plus précoce. Il existe une fente abdominale qui laisse passer les anses intestinales, lesquelles se retrouvent hors de l’abdomen et flottent dans le liquide amniotique.
La taille de la fente excède rarement 30 millimètres. Aucune enveloppe n’entoure les anses intestinales.
Il existe dans 20 % des cas des malformations associées.
Il ne faut pas confondre le laparoschisis avec l’omphalocèle.

## Incidence
Il est estimé à 1 sur 10 000 naissances[source insuffisante] mais il existe des variations géographiques importantes.
Le caractère épidémiologique le plus remarquable est que le jeune âge de la mère est un facteur de risque important. Le risque d’avoir un enfant atteint de cette malformation est 16 fois plus important avant 20 ans qu'à 30 ans. Certains traitements ont été mis en cause. L'incidence tend à augmenter.
À Hawaï, cette affection, normalement rare, touche plusieurs nouveau-nés par an, à proximité de zones où des multinationales phytosanitaires - entre autres Syngenta, Bayer, Monsanto, Dow, BASF, Dupont - réalisent des tests d'OGM ou d'épandages de pesticides ,.

## Diagnostic anténatal

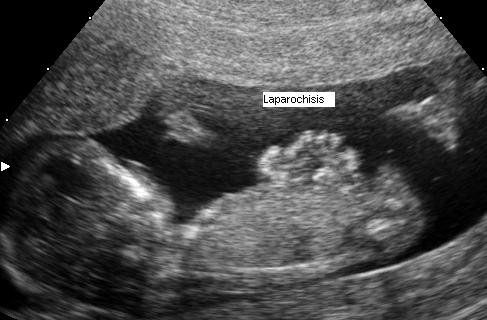
Laparochisis à 12 semaines. Vue sagittale.

Le diagnostic anténatal est possible par échographie. La paroi abdominale ne se fermant complètement qu’à 12 semaines, le diagnostic de laparoschisis ne peut être fait avant cette période.

## Histoire naturelle
Le pronostic pour le fœtus dépend essentiellement de la réaction des intestins au contact du liquide amniotique et de la vascularisation des intestins. Des critères échographiques permettent de surveiller la réaction intestinale et la vascularisation intestinale.

## Traitement
L’accouchement est fait dans un centre spécialisé, ce qui facilite très largement la prise en charge.
La réintégration des anses intestinales se fait immédiatement ou progressivement.
En règle générale, une réalimentation complète par la bouche est obtenue au bout de six semaines. En attendant, la nutrition se fait par voie veineuse centrale.

## Cause
Aucune anomalie chromosomique n'a été mise en évidence comme cause du laparoschisis.
Le laparoschisis peut apparaître à la suite d'un traitement par pseudoéphédrine (vasoconstricteur) par voie orale.

## Anatomie pathologique
À l'examen microscopique des membranes, on observe une microvacuolisation lipidique intracytoplasmique de l'amnios pathognomonique du laparoschisis.